# Oberhartmannsreuth
Oberhartmannsreuth (früher Hartmannsreuth genannt) ist ein Gemeindeteil der Gemeinde Gattendorf im Landkreis Hof (Oberfranken, Bayern). Oberhartmannsreuth liegt in der Gemarkung Haidt.

## Geografie
Das Dorf liegt auf freier Flur an einem namenlosen linken Zufluss des Feilebachs. Im Norden wird die Flur von der Bundesautobahn 93 durchschnitten.
Eine Gemeindeverbindungsstraße führt zur Staatsstraße 2452 (1,1 km westlich) bzw. nach Oberhöll (0,5 km südlich). Ein Anliegerweg führt die A 93 unterquerend nach Knollenhaus (0,9 km östlich).

## Geschichte
Im 15. Jahrhundert gehörte Hartmannsreuth zum Gericht Wiedersberg des Amtes Voigtsberg. 1641 kaufte Carol von Streitberg Hartmannsreuth und das benachbarte Sachsgrün. Nachfolgende Besitzer waren die Familie Schmidt zu Gattendorf und Feilitzsch zu Trogen. Ab dem 16. Jahrhundert wurde in der Gegend Eisenerz abgebaut. Gegen Ende des 18. Jahrhunderts bestand Hartmannsreuth aus 23 Anwesen und einem Schloss. Die Hochgerichtsbarkeit hatte das bayreuthische Stadtvogteiamt Hof.
Von 1797 bis 1810 unterstand Oberhartmannsreuth dem Justiz- und Kammeramt Hof. Infolge des Ersten Gemeindeedikts wurde Oberhartmannsreuth dem 1812 gebildeten Steuerdistrikt Trogen und der zugleich entstandenen Ruralgemeinde Haidt zugewiesen. Im Zuge der Gebietsreform in Bayern wurde Oberhartmannsreuth am 1. Mai 1978 nach Gattendorf eingemeindet.

### Einwohnerentwicklung
| Jahr      | 1799  | 1819  | 1861   | 1871   | 1885   | 1900   | 1925   | 1950   | 1961   | 1970   | 1987   | 2015  |
| Einwohner | 154   | 139   | 221    | 109    | 108    | 94     | 109    | 104    | 94     | 109    | 56     | 34    |
| Häuser    | 25    |       |        |        | 17     | 16     | 17     | 22     | 20     |        | 13     |       |
| Quelle    | [ 2 ] | [ 7 ] | [ 10 ] | [ 11 ] | [ 12 ] | [ 13 ] | [ 14 ] | [ 15 ] | [ 16 ] | [ 17 ] | [ 18 ] | [ 1 ] |

## Religion
Oberhartmannsreuth ist seit der Reformation evangelisch-lutherisch geprägt und war ursprünglich nach St. Michaelis (Hof) gepfarrt, seit den 1870er Jahren ist die Pfarrei Gattendorf zuständig.